# 遵义市中医院
遵义市中医院（英語：Zunyi Hospital of Traditional Chinese Medicine），又名遵义市第三人民医院，创建于1956年，是一所中医医院。